# Onthophagus parcepilosus
Onthophagus parcepilosus är en skalbaggsart som beskrevs av Vladimir Balthasar 1966. Onthophagus parcepilosus ingår i släktet Onthophagus och familjen bladhorningar. Inga underarter finns listade i Catalogue of Life.